# 서울특별시도 제92호선
서울특별시도 제92호선은 서울특별시 강서구 방화동 행주대교에서 서울특별시 강동구 고덕동 암사정수센터에 이르는 서울특별시도로, 도로안내를 위해 부여된 번호이다. 총 길이는 44.6km이다. 이 도로는 개화동로에서 시작하여 남부순환로 및 양재대로를 거친다.

## 경유지
서울특별시
- 강서구 - 양천구 - 구로구

경기도
- 광명시

서울특별시
- 구로구 - 금천구 - 관악구 - 동작구 - 서초구 - 강남구 - 송파구 - 강동구

## 노선
| 구간                      | 이름                                                    | 접속 노선                                                               | 소재지                                      | 소재지                                               | 비고                                                |
| 호국로와 직결             | 호국로와 직결                                           | 호국로와 직결                                                           | 호국로와 직결                               | 호국로와 직결                                        | 호국로와 직결                                       |
| ------------------------- | ------------------------------------------------------- | ----------------------------------------------------------------------- | ------------------------------------------- | ---------------------------------------------------- | --------------------------------------------------- |
| 개화동로                  | 행주대교                                                |                                                                         | 서울특별시                                  | 강서구                                               | 국도 제39호선과 중복 국가지원지방도 제78호선과 중복 |
| 개화동로                  | 개화 나들목                                             | 국도 제39호선 (벌말로) 서울특별시도 제88호선 (올림픽대로) 김포한강로    | 서울특별시                                  | 강서구                                               | 국도 제39호선과 중복 국가지원지방도 제78호선과 중복 |
| 개화동로                  | (이름 없음)                                             | 국가지원지방도 제78호선 (금포로)                                        | 서울특별시                                  | 강서구                                               | 국가지원지방도 제78호선과 중복                      |
| 개화동로                  | 상사마을                                                | 국도 제48호선 (김포대로)                                                | 서울특별시                                  | 강서구                                               | 국도 제48호선과 중복                                |
| 개화동로                  | 개화역입구                                              | 개화동로8길                                                             | 서울특별시                                  | 강서구                                               | 국도 제48호선과 중복                                |
| 개화동로                  | 개화사거리 (김포공항 나들목)                            | 130호선 인천국제공항고속도로 양천로                                     | 서울특별시                                  | 강서구                                               | 국도 제48호선과 중복                                |
| 개화동로                  | 김포공항 교차로                                         | 김포국제공항 초원로                                                     | 서울특별시                                  | 강서구                                               | 국도 제48호선과 중복 개화동지하차도 구간            |
| 개화동로                  | 방화중학교                                              |                                                                         | 서울특별시                                  | 강서구                                               | 국도 제48호선과 중복                                |
| 개화동로                  | 김포공항입구 교차로                                     | 김포국제공항 (하늘길) 국도 제48호선 (공항대로) 방화동로                 | 서울특별시                                  | 강서구                                               | 국도 제48호선과 중복 공항지하차도 구간              |
| 남부순환로                | 김포공항입구 교차로                                     | 김포국제공항 (하늘길) 국도 제48호선 (공항대로) 방화동로                 | 서울특별시                                  | 강서구                                               | 국도 제48호선과 중복 공항지하차도 구간              |
| 공항동천주교회            | 송정로                                                  |                                                                         | 서울특별시                                  | 강서구                                               |                                                     |
| 송정중학교                |                                                         |                                                                         | 서울특별시                                  | 강서구                                               |                                                     |
| 외발산사거리              | 국도 제6호선 국도 제77호선 (방화대로) (발산로)          | 외발산지하차도 구간                                                     | 서울특별시                                  | 강서구                                               |                                                     |
| 강서운전면허시험장        |                                                         | 외발산지하차도 구간                                                     | 서울특별시                                  | 강서구                                               |                                                     |
| 강서면허시험장 교차로     | 수명로                                                  | 외발산지하차도 구간                                                     | 서울특별시                                  | 강서구                                               |                                                     |
| 화곡로입구 교차로         | 화곡로                                                  | 양천구                                                                  | 서울특별시                                  |                                                      |                                                     |
| 신월사거리                | 가로공원로                                              | 양천구                                                                  | 서울특별시                                  |                                                      |                                                     |
| 양서중학교                |                                                         | 양천구                                                                  | 서울특별시                                  |                                                      |                                                     |
| 서서울호수공원앞 교차로   | 곰달래로 남부순환로58길                                 | 양천구                                                                  | 서울특별시                                  |                                                      |                                                     |
| 신월 나들목               | 120호선 경인고속도로 국회대로                           | 양천구                                                                  | 서울특별시                                  |                                                      |                                                     |
| 과학수사연구원입구 교차로 | 오목로 남부순환로72길                                   | 양천구                                                                  | 서울특별시                                  |                                                      |                                                     |
| 강월초교입구 교차로       | 신월로                                                  | 양천구                                                                  | 서울특별시                                  |                                                      |                                                     |
| 서부트럭터미널 교차로     | 신정로                                                  | 양천구                                                                  | 서울특별시                                  | 서부트럭터미널앞지하차도 구간                        |                                                     |
| 개봉1동사거리             | 고척로                                                  | 구로구                                                                  | 서울특별시                                  |                                                      |                                                     |
| 오류 나들목               | 국도 제46호선 서울특별시도 제60호선 (경인로) 서해안로   | 구로구                                                                  | 서울특별시                                  | 개봉철도고가차도 구간 서해안로는 개화 방면 진입 불가 |                                                     |
| (개봉고가차도)            | 개봉로19길 남부순환로95길                               | 구로구                                                                  | 서울특별시                                  | 개봉지하차도 구간                                    |                                                     |
| 광복교                    |                                                         | 구로구                                                                  | 서울특별시                                  |                                                      |                                                     |
| 경기도                    | 광명시                                                  |                                                                         |                                             |                                                      |                                                     |
| 경기도                    | 광명시                                                  | 안양교                                                                  |                                             |                                                      |                                                     |
| 서울특별시                | 구로구                                                  |                                                                         |                                             |                                                      |                                                     |
| 서울특별시                | 구로구                                                  | 구로 나들목                                                             | 가마산로 구일로                             |                                                      |                                                     |
| 서울특별시                | 구로구                                                  | 가리봉고가차도                                                          |                                             |                                                      |                                                     |
| 서울특별시                | 구로구                                                  | (이름 없음)                                                             | 구로동로 벚꽃로36길                         |                                                      |                                                     |
| 서울특별시                | 디지털단지오거리                                        | 가산로 디지털로                                                         | 금천구                                      | 구로고가차도 (2018년 12월 11일 철거)                 |                                                     |
| 서울특별시                | 서울연희미용고입구 교차로                               | 남부순환로108길 남부순환로407길                                         | 금천구                                      |                                                      |                                                     |
| 서울특별시                | 서울가산초등학교                                        |                                                                         | 금천구                                      |                                                      |                                                     |
| 서울특별시                | 시흥 나들목                                             | 서울특별시도 제21호선 (시흥대로)                                        | 금천구                                      |                                                      |                                                     |
| 서울특별시                | 시흥 나들목                                             | 서울특별시도 제21호선 (시흥대로)                                        | 관악구                                      |                                                      |                                                     |
| 서울특별시                | 구로전화국 교차로                                       | 독산로 조원중앙로                                                       |                                             |                                                      |                                                     |
| 서울특별시                | 서울금천경찰서                                          |                                                                         |                                             |                                                      |                                                     |
| 서울특별시                | 난곡사거리                                              | 난곡로                                                                  |                                             |                                                      |                                                     |
| 서울특별시                | 봉림교                                                  | 관천로                                                                  |                                             |                                                      |                                                     |
| 서울특별시                | 신림역사거리                                            | 신림로                                                                  |                                             |                                                      |                                                     |
| 서울특별시                | 관악우체국 교차로                                       | 남부순환로191길                                                         |                                             |                                                      |                                                     |
| 서울특별시                | 봉천역                                                  |                                                                         |                                             |                                                      |                                                     |
| 서울특별시                | (이름 없음)                                             | 양녕로                                                                  | 개화 방면만 진출입 가능                     |                                                      |                                                     |
| 서울특별시                | 서울대입구역 교차로                                     | 관악로                                                                  |                                             |                                                      |                                                     |
| 서울특별시                | 원당초교입구 교차로                                     | 봉천로                                                                  |                                             |                                                      |                                                     |
| 서울특별시                | 낙성대입구 교차로                                       | 낙성대로 남부순환로237길                                                |                                             |                                                      |                                                     |
| 서울특별시                | 낙성대역                                                |                                                                         |                                             |                                                      |                                                     |
| 서울특별시                | 까치고개 교차로                                         | 인헌길 남부순환로249길                                                  |                                             |                                                      |                                                     |
| 서울특별시                | 사당역사거리                                            | 과천대로 동작대로                                                       | 사당고가차도 구간                           |                                                      |                                                     |
| 서울특별시                | 사당역사거리                                            | 과천대로 동작대로                                                       | 사당고가차도 구간                           | 서초구                                               |                                                     |
| 서울특별시                | 서울메트로 교차로                                       | 효령로                                                                  |                                             |                                                      |                                                     |
| 서울특별시                | 경남아파트앞 교차로                                     | 방배로                                                                  |                                             |                                                      |                                                     |
| 서울특별시                | 래미안아트힐 교차로                                     | 명달로                                                                  |                                             |                                                      |                                                     |
| 서울특별시                | 국립국악원 예술의 전당                                  |                                                                         |                                             |                                                      |                                                     |
| 서울특별시                | 예술의전당 교차로                                       | 서울특별시도 제31호선 (반포대로)                                        |                                             |                                                      |                                                     |
| 서울특별시                | 우면삼거리                                              | 서초중앙로                                                              |                                             |                                                      |                                                     |
| 서울특별시                | 서초 나들목                                             | 구 경부고속도로                                                         |                                             |                                                      |                                                     |
| 서울특별시                | 서초구청 교차로                                         | 서운로                                                                  |                                             |                                                      |                                                     |
| 서울특별시                | 서초구청                                                |                                                                         |                                             |                                                      |                                                     |
| 서울특별시                | 양재역사거리                                            | 서울특별시도 제41호선 (강남대로)                                        | 양재지하차도 구간                           |                                                      |                                                     |
| 서울특별시                | 양재1동주민센터                                         |                                                                         |                                             |                                                      |                                                     |
| 서울특별시                | 양재전화국사거리                                        | 논현로                                                                  |                                             |                                                      |                                                     |
| 서울특별시                | 양재전화국사거리                                        | 논현로                                                                  | 강남구                                      |                                                      |                                                     |
| 서울특별시                | 매봉역 교차로                                           | 남부순환로377길 남부순환로378길                                         |                                             |                                                      |                                                     |
| 서울특별시                | 한국교육방송공사                                        |                                                                         |                                             |                                                      |                                                     |
| 서울특별시                | 매봉터널 교차로                                         | 서울특별시도 제51호선 (언주로)                                          |                                             |                                                      |                                                     |
| 서울특별시                | 숙명여자고등학교 숙명여자중학교                         |                                                                         |                                             |                                                      |                                                     |
| 서울특별시                | 도곡역 교차로                                           | 선릉로                                                                  |                                             |                                                      |                                                     |
| 서울특별시                | 대치역 교차로                                           | 삼성로                                                                  |                                             |                                                      |                                                     |
| 서울특별시                | 서울대곡초등학교                                        |                                                                         |                                             |                                                      |                                                     |
| 서울특별시                | 학여울역 교차로                                         | 국도 제47호선 국가지원지방도 제23호선 (영동대로)                        |                                             |                                                      |                                                     |
| 서울특별시                | 서울무역전시컨벤션센터 대치교                           |                                                                         |                                             |                                                      |                                                     |
| 서울특별시                | 탄천1교 교차로                                          | 삼전로                                                                  | 대치지하차도 구간 지하차도 개화 방면만 통행 |                                                      |                                                     |
| 서울특별시                | (이름 없음)                                             | 개포로                                                                  | 수서 방면 진출입만 가능                     |                                                      |                                                     |
| 서울특별시                | 수서 나들목                                             | 서울특별시도 제61호선 (동부간선도로) 국가지원지방도 제23호선 (양재대로) |                                             |                                                      |                                                     |
| 서울특별시                | 수서 나들목                                             | 양재대로                                                                |                                             |                                                      |                                                     |
| 서울특별시                | 탄천교                                                  |                                                                         |                                             |                                                      |                                                     |
| 서울특별시                | 송파구                                                  |                                                                         |                                             |                                                      |                                                     |
| 서울특별시                | 탄천교 교차로                                           | 탄천동로                                                                |                                             |                                                      |                                                     |
| 서울특별시                | 가락시장입구 교차로                                     | 가락시장                                                                | 가락지하차도 구간                           |                                                      |                                                     |
| 서울특별시                | 가락시장 교차로                                         | 국도 제3호선 서울특별시도 제71호선 (송파대로)                           |                                             |                                                      |                                                     |
| 서울특별시                | 신가초교앞 교차로                                       | 송이로                                                                  |                                             |                                                      |                                                     |
| 서울특별시                | 오금사거리                                              | 오금로                                                                  |                                             |                                                      |                                                     |
| 서울특별시                | 방이역사거리                                            | 마천로                                                                  |                                             |                                                      |                                                     |
| 서울특별시                | 올림픽공원사거리                                        | 위례성대로                                                              |                                             |                                                      |                                                     |
| 서울특별시                | 올림픽공원동문 교차로 (올림픽공원역)                    |                                                                         |                                             |                                                      |                                                     |
| 서울특별시                | 둔촌다리                                                |                                                                         |                                             |                                                      |                                                     |
| 서울특별시                | 한국체육대학교 서울세륜초등학교 보성고등학교 보성중학교 |                                                                         |                                             |                                                      |                                                     |
| 서울특별시                | 둔촌사거리                                              | 서울특별시도 제60호선 (강동대로)                                        |                                             |                                                      |                                                     |
| 서울특별시                | 둔촌사거리                                              | 서울특별시도 제60호선 (강동대로)                                        | 강동구                                      |                                                      |                                                     |
| 서울특별시                | 둔촌동역 교차로                                         | 풍성로                                                                  |                                             |                                                      |                                                     |
| 서울특별시                | 길동사거리                                              | 국도 제43호선 서울특별시도 제50호선 (천호대로)                          |                                             |                                                      |                                                     |
| 서울특별시                | 길동역                                                  |                                                                         |                                             |                                                      |                                                     |
| 서울특별시                | 천동초교입구 교차로                                     | 천중로                                                                  |                                             |                                                      |                                                     |
| 서울특별시                | 굽은다리역 교차로                                       | 상암로                                                                  |                                             |                                                      |                                                     |
| 서울특별시                | 명일역 교차로                                           | 구천면로                                                                |                                             |                                                      |                                                     |
| 서울특별시                | 동부기술교육원 교차로                                   | 고덕로                                                                  |                                             |                                                      |                                                     |
| 서울특별시                | 암사정수센터 교차로                                     | 아리수로                                                                |                                             |                                                      |                                                     |
| 구리암사대교 직결         |                                                         |                                                                         |                                             |                                                      |                                                     |

## 연결 도로
이 도로의 시작점을 기준으로, 행주대교를 포함한 의정부와 양주 그리고 고양으로 향하는 39번 국도가 연결되고, 김포나 강화로 향하는 48번 국도와 연결된다. 또한 행주대교 남단 나들목으로 통해 올림픽대로와 연결된다.